# Z daleka
Z daleka (hiszp. Desde allá) – wenezuelsko-meksykański melodramat z 2015 roku w reżyserii i według scenariusza Lorenzo Vigasa. Obraz był pełnometrażowym debiutem tego reżysera.
Bohaterem filmu jest Armando, zamożny mężczyzna w średnim wieku, który spotyka się z młodym chuliganem Élderem. Armando płaci za spotkania młodszemu mężczyźnie, lecz nie łączą ich seksualne doznania − Armando pragnie oglądać Éldera z odległości. Jednak z czasem pomiędzy bohaterami nawiązuje się intymna relacja.
Światowa premiera filmu miała miejsce 10 września 2015 roku podczas 72. MFF w Wenecji, w ramach którego obraz brał udział w konkursie głównym. Ostatecznie obraz otrzymał nagrodę główną festiwalu − Złotego Lwa. Następnie film był prezentowany na międzynarodowych festiwalach filmowych m.in. w Toronto, San Sebastian, Londynie czy Hongkongu.
Polska premiera filmu nastąpiła 22 października 2015 roku, w ramach 13. Międzynarodowego Festiwalu Filmowego Tofifest w Toruniu. Do ogólnopolskiej dystrybucji kinowej film wszedł wraz z dniem 6 maja 2016 roku.

## Obsada
- Alfredo Castro jako Armando
- Luis Silva jako Élder
- Jericó Montilla jako Amelia
- Catherina Cardozo jako María
- Jorge Luis Bosque jako Fernando
- Greymer Acosta jako Palma
- Auffer Camacho jako Mermelada

i inni

## Nagrody i nominacje
72. MFF w Wenecji
- nagroda: Złoty Lew − Lorenzo Vigas
- nominacja: Green Drop Award − Lorenzo Vigas

Nagrody Goya
- nominacja: najlepszy zagraniczny film hiszpańskojęzyczny (Wenezuela) − Lorenzo Vigas